# Oleni (Karazee)
Oleni (Russisch: остров Олений; ostrov Oleni; "rendiereiland") is een Russisch eiland in het zuiden van de Karazee, gelegen aan noordwestzijde van de oostelijkste arm van het schiereiland Gyda. Het wordt van dit schiereiland gescheiden door de 2 kilometer brede Straat Oleni. Het behoort bestuurlijk gezien tot het district Tazovski in het uiterste noordoosten van de autonome okroeg Jamalië van de oblast Tjoemen en vormt onderdeel van het enorme natuurreservaat zapovednik Bolsjoj Arktitsjeski.
Het eiland meet 53 bij gemiddeld 27 kilometer en heeft een oppervlakte van 1197 km². Oleni is overdekt met toendra, moerassen en vele meren en meertjes (met name het zuidelijke deel). De zeewateren rondom het eiland zijn in de winter bedekt met pakijs en ook in de zomer komen er ijsschotsen voor, waardoor het vaak verbonden is net het schiereiland Gyda op het Siberische vasteland.
Op het eiland bevinden zich drie hutten (izba's) en een vispunt.
Ten zuidwesten van het eiland (72° 15′ NB, 77° 5′ OL ) liggen drie kleinere eilandjes (het westelijkste bestaat eigenlijk uit ruim 10 kleinere eilandjes), die bekendstaan als de Prokljatye-eilanden. Iets ten oosten ervan, vlak bij de kust van het vasteland ligt het eilandje Rovny.